# Linia kolejowa nr 284
Linia kolejowa nr 284 – jednotorowa, pierwszorzędna, prawie w całości zelektryfikowana linia kolejowa w południowo-zachodniej Polsce, położona w województwie dolnośląskim, łącząca Legnicę z Jerzmanicami-Zdrojem. Pierwotnie linia łączyła Legnicę z granicą polsko-czeską za stacją Pobiedna przez Jerzmanice-Zdrój, Lwówek Śląski, Gryfów Śląski i Mirsk.
W pierwotnym śladzie linii kolejowej nr 284 przebiegają następujące linie i odcinki:
- Linia kolejowa nr 284 Legnica (−0,403 km) – Jerzmanice-Zdrój (24,384 km) o długości 24,787 km; odcinek pod zarządem PKP Polskie Linie Kolejowe, na którym odbywał się ruch towarowy,
- Odcinek Jerzmanice-Zdrój (24,384 km) – Gryfów Śląski (71,481 km) o długości 47,205 km; linia ta jest częściowo zlikwidowana,
- Linia kolejowa nr 317 Gryfów Śląski (71,481 km) – Mirsk (80,244) o długości 8,763 km; odcinek pod zarządem Dolnośląskiej Służby Dróg i Kolei[3]; odcinek od 10 grudnia 2023 roku czynny dla ruchu pasażerskiego[4],
- Odcinek Mirsk (80,244 km) – granica państwowa (87,840 km) o długości 7,596 km; odcinek zlikwidowany[5][6].

Linia w pierwotnym przebiegu prowadzi przez obszar powiatów: legnickiego, złotoryjskiego, lwóweckiego i lubańskiego oraz miasta na prawach powiatu Legnicy. Leży ona na obszarze działania PKP Polskich Linii Kolejowych Zakładu Linii Kolejowych we Wrocławiu (do 7,800 km, za stacją Pawłowice Małe) oraz w Wałbrzychu.

## Przebieg

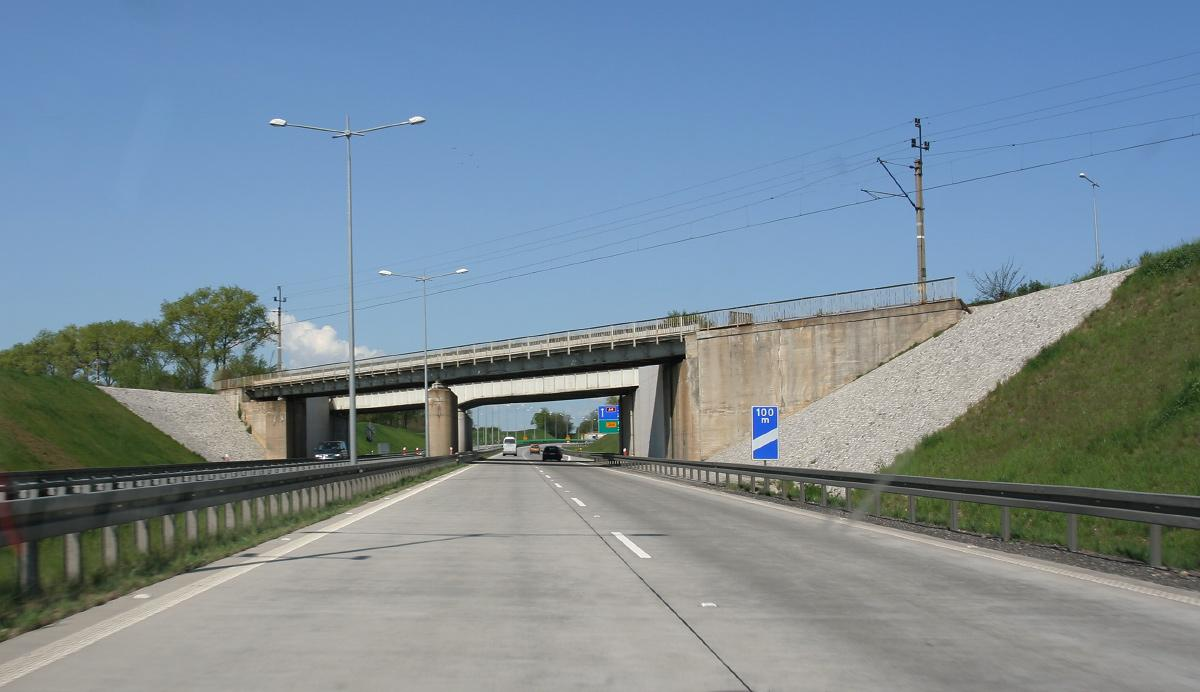
Wiadukt linii kolejowej nr 284 nad autostradą A4 (2008)

Linia swój początek bierze na stacji Legnica, położonej w centrum miasta. Na początku linia biegnie w kierunku zachodnim, równolegle do linii kolejowej nr 275, po czym skręca w kierunku południowo-zachodnim. Za miastem linia ciągnie się wzdłuż drogi wojewódzkiej nr 364 w kierunku Złotoryi, a za Pawłowicami Małymi przebiega ona nad autostradą A4. Na 21,282 kilometrze linia nr 284 osiąga stację Złotoryja. Różnica wysokości między stacjami Legnica i Złotoryja wynosi 74 m.
Linia na dalszym odcinku jest bardziej kręta i ciągnie się wzdłuż drogi wojewódzkiej nr 364 i Kaczawy. Na 24,276 kilometrze linia dociera do stacji Jerzmanice-Zdrój, gdzie kończy się klasyfikowany jako nr 284 i zarządzany przez PKP Polskie Linie Kolejowe odcinek linii kolejowej. Stanowi też koniec odcinka zelektryfikowanego i obsługiwanego przez pociągi towarowe. Różnica wysokości między tą a dawną stacją Złotoryja wynosi 13 m. Na całym omawianym odcinku linia biegnie według podziału fizycznogeograficznego Jerzego Kondrackiego przez Równinę Legnicką, Równinę Chojnowską oraz Pogórze Kaczawskie, a administracyjnie przez miasto Legnicę oraz powiaty legnicki i złotoryjski.
Dalszy, nieczynny dla ruchu kolejowego odcinek za stacją Jerzmanice-Zdrój odbija na zachód do stacji Lwówek Śląski i łączy się z linią kolejową nr 283. Różnica wysokości między nimi wynosi 9 m. Linia ta na tym odcinku biegnie przez Pogórze Kaczawskie, a administracyjnie przez powiat złotoryjski i lwówecki. Linia między Lwówkiem Śląskim a Gryfowem Śląskim jest rozebrana. Biegła ona częściowo wzdłuż drogi wojewódzkiej nr 297.
Od stacji Gryfów Śląski do przystanku osobowego Mirsk linia od 1999 roku nosi numer 317 i jest w zarządzie Dolnośląskiej Służby Dróg i Kolei. Kieruje się ona w stronę południową, równolegle do drogi krajowej nr 30. Łączy się z linią kolejową nr 274, a dalej odbija ona na południowy zachód, osiągając dawną stację Mirsk na 80,244 kilometrze, skąd w kierunku Świeradowa-Zdroju trasa stanowi kontynuację linii nr 317 (przed 2023 rokiem Mirsk stanowił początek Kolei Gór Izerskich – linii kolejowej nr 336). Różnica wysokości między stacjami Gryfów Śląski a Mirsk wynosi 29 m. Za dawną stacją Mirsk linia nr 284 jest rozebrana. Odbija ona na zachód, do granicy polsko-czeskiej między stacjami Pobiedna a Jindřichovice pod Smrkem. Odcinek Gryfów Śląski – granica państwa leży na Pogórzu Izerskim, a administracyjnie w powiatach lwóweckim i lubańskim.

## Historia

### Geneza, powstanie linii i eksploatacja do 1945 roku

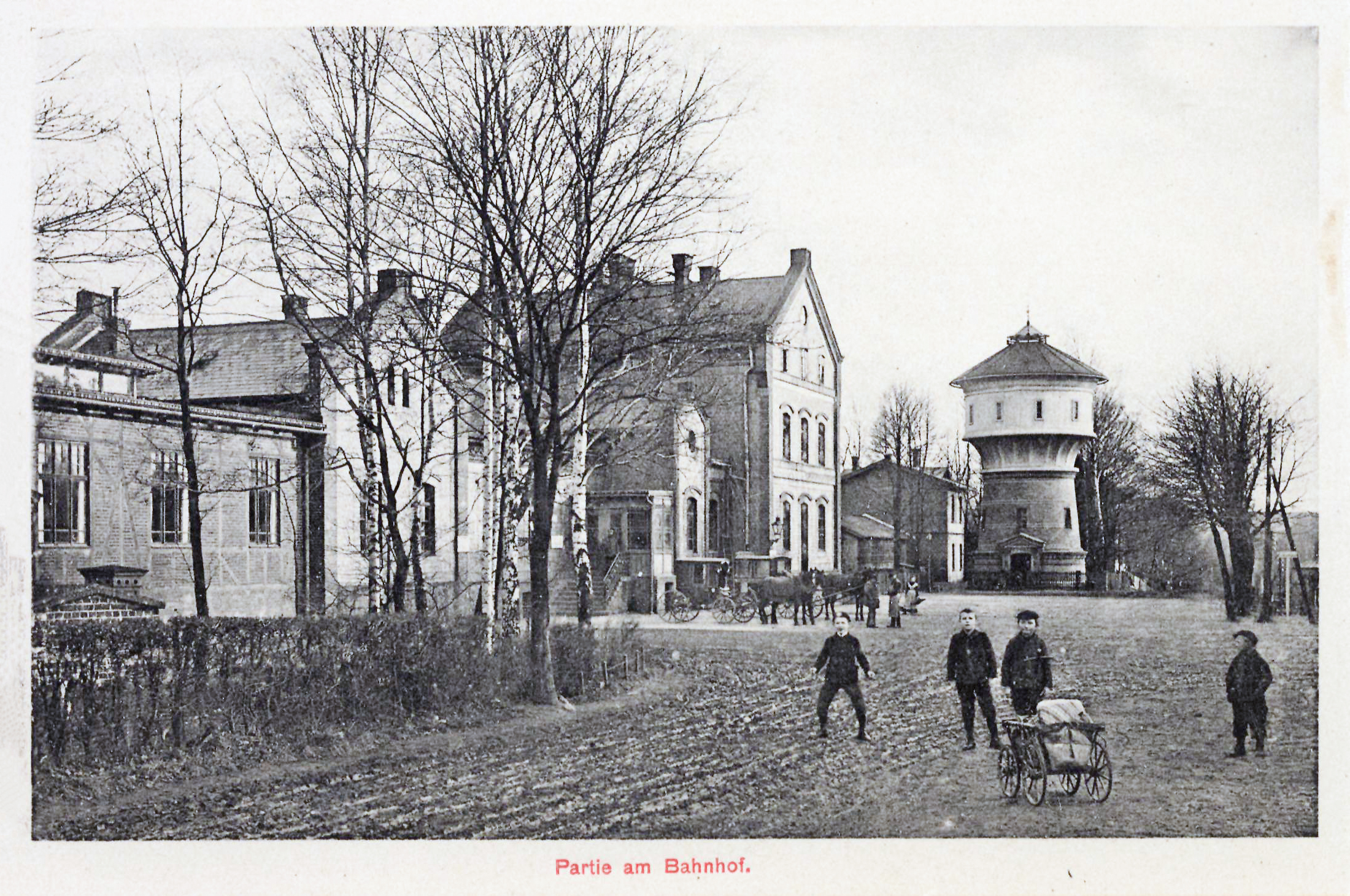
St. Gryfów Śląski (ok. 1900 roku)

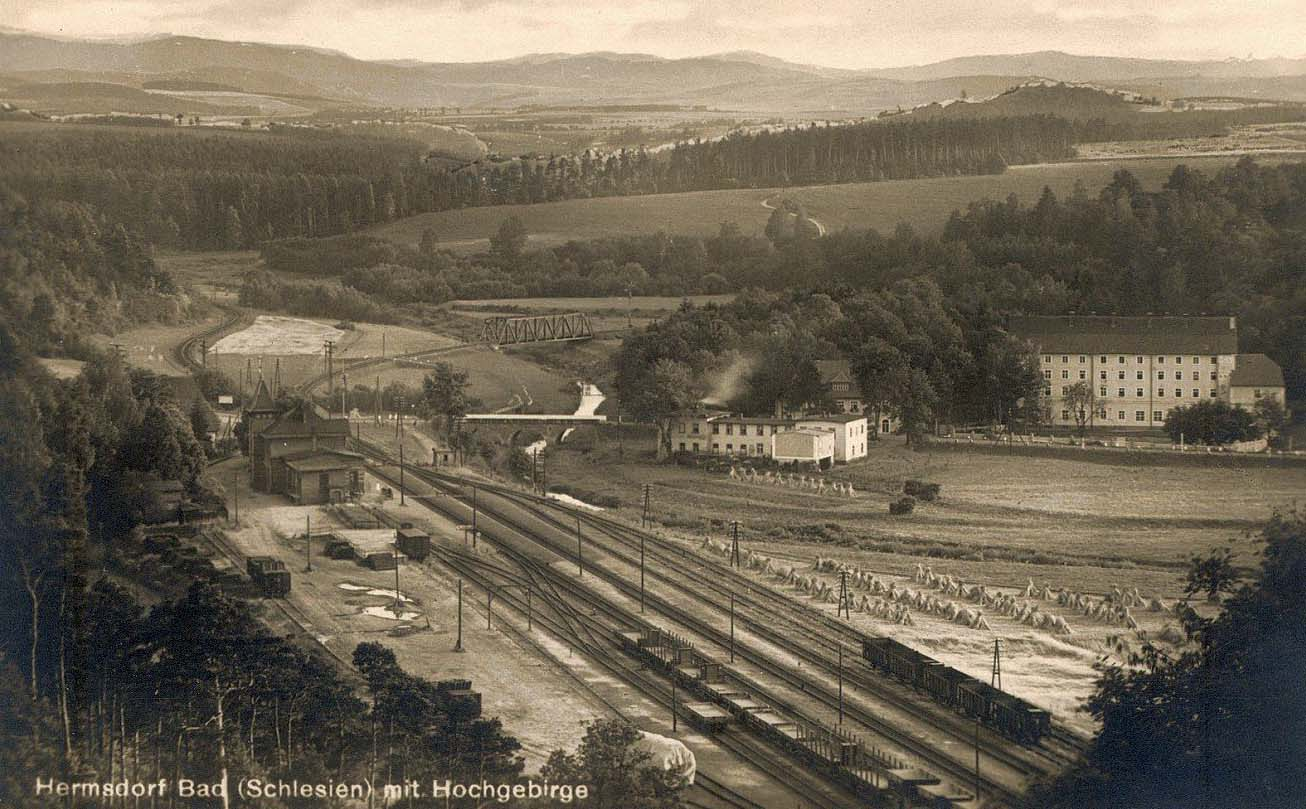
Stacja Jerzmanice-Zdrój w latach międzywojennych

W powiatach, na których ciągnęła się linia kolejowa nr 284 w pierwotnym przebiegu od lat 80. XIX wieku szczególnie odczuwalna była stagnacja związana z odpływem ludności do dużych ośrodków przemysłowych, spowodowanym upadkiem tradycyjnych rzemiosł (głównie tradycyjnego płóciennictwa i tkactwa chałupniczego) i brakiem dogodnych szlaków komunikacyjnych. O budowie połączenia między Mirskiem a Legnicą, częściowo jako odnogi z trasy Śląskiej Kolei Górskiej, zdecydowano w 1882 roku. Wtedy to Landtag Prus podjął decyzję o budowie linii kolejowej, a także przeznaczył środki finansowe na jej budowę. Powstanie tej linii miało na celu ożywienie lokalnej gospodarki.
Budowa linii przebiegała wieloetapowo, począwszy od Legnicy w kierunku Mirska, a pierwszy odcinek linii połączył Legnicę ze Złotoryją. Został on otwarty 15 października 1884 roku celem obsługi transportu z kopalń i kamieniołomów, a także transportu produktów rolnych. Dalszy fragment linii, czyli odcinek Złotoryja – Jerzmanice-Zdrój, uruchomiono 16 września 1895 roku. Wraz z tym odcinkiem oddano do użytku bocznicę do kamieniołomu w Złotoryi.
Odcinek Jerzmanice-Zdrój – Gryfów Śląski powstał w ramach rekompensaty za likwidację jednostki wojskowej w Lwówku Śląskim. Oddawano go do ruchu etapami: odcinek Lwówek Śląski – Gryfów Śląski uruchomiono 15 października 1885 roku, odcinek Nowa Wieś Grodziska – Lwówek Śląski 1 grudnia 1895 roku, natomiast odcinek Jerzmanice-Zdrój – Nowa Wieś Grodziska 15 maja 1896 roku. Odcinek z Gryfowa Śląskiego do Mirska uroczyście otwarto 1 listopada 1884.
Cała linia uległa dalszej rozbudowie do granicy Austro-Węgierskiej. Na budowę odcinka Mirsk – granica państwa decydujący wpływ miało kilka czynników, w tym poprawa stosunków z Austro-Węgrami, wielowiekowe więzi kulturowe oraz otwarcie w 1902 roku linii prywatnej Frýdlanckiej Kolei Powiatowej (niem. Friedländer Bezirksbahn). Odcinek Mirsk – Pobiedna uruchomiono 19 maja 1897 roku, a do ówczesnej granicy między Cesarstwem Niemieckim a Austro-Węgrami 1 listopada 1904 roku. W związku z tym dworzec w Jindřichovicach został powiększony o boczne skrzydła. Granicę przekraczały 3 pary pociągów dziennie, a ich pasażerowie, po przejściu odprawy celnej, mogli przesiąść się do pociągów w głąb Czech.
Odcinek Mirsk – granica państwa od początku miał drugorzędny charakter i kursowały tu składy z wagonami 2. i 3. klasy. Była ona natomiast popularna wśród okolicznych mieszkańców oraz turystów i kuracjuszy dzięki możliwości organizacji kolejowych wycieczek wokół Gór Izerskich. Średni czas przejazdu na tym odcinku wynosił 25-27 minut, a pod koniec II wojny światowej trwał do 41 minut.

### Okres Polski Ludowej
Po przejęciu całej linii przez Polskie Koleje Państwowe zreorganizowano działanie połączeń kolejowych na tym odcinku, w tym przede wszystkim przedłużono relacje pociągów pasażerskich do stacji Świeradów Zdrój. Całą linię w 1945 roku połączono pod numerem 284, na odcinku Mirsk – Pobiedna zawieszono połączenia pasażerskie, a na trasie Pobiedna – granica państwa linię zlikwidowano.
Następne próby częściowej likwidacji linii były w latach 50. XX wieku. W listopadzie 1950 roku zlikwidowano połączenia kolejowe z Lwówka Śląskiego do Świeradowa-Zdroju. Z tego powodu Prezydium Powiatowej Rady Narodowej we Lwówku Śląskim zwróciło się do DOKP we Wrocławiu o wznowienie ruchu, co ostatecznie udało się osiągnąć.
Duży regres linii nastąpił w latach 80. i 90. XX wieku. Zaczął się on od zawieszenia w 1983 kursowania pociągów pasażerskich na odcinku Lwówek Śląski – Gryfów Śląski, a w późniejszym okresie połączenie Mirsk – Pobiedna zostało na mocy zarządzenia z 30 kwietnia 1987 roku zawieszone 1 lipca tegoż roku. Równocześnie z zawieszaniem połączeń pasażerskich prowadzono elektryfikację trasy Legnica – Jerzmanice-Zdrój, którą ukończono 30 listopada 1988 roku.

### Po 1989 roku
Po przemianach ustrojowo-gospodarczych w Polsce następował dalszy regres linii nr 284 polegający na zamykaniu poszczególnych odcinków lub ich likwidacji. Połączenia pasażerskie zawieszono na odcinkach: Jerzmanice-Zdrój – Lwówek Śląski 10 października 1991 roku, Legnica – Jerzmanice-Zdrój 1 czerwca 1996 roku i Gryfów Śląski – Mirsk 12 grudnia 1996 roku.
Połączenia towarowe zawieszono, a wraz z nimi zamknięto odcinki: Jerzmanice-Zdrój - Gryfów Śląski w 1992 roku i Gryfów Śląski – Mirsk 1 stycznia 2001 bądź już w 1998 roku.
Odcinek Lwówek Śląski – Lubomierz został rozebrany 1 stycznia 1996 roku. Teren po zlikwidowanej linii został przekazany tutejszym samorządom, które po 2000 roku zainicjowały budowę asfaltowej ścieżki rowerowej w miejscu linii.
W 2012 lokalne samorządy podjęły inicjatywę realizacji na nieprzejezdnym odcinku Jerzmanice-Zdrój - Lwówek Śląski ścieżki rowerowej, do czego nie doszło ze względów finansowych. Nie zostały zrealizowane również koncepcje wykorzystania linii kolejowych 284 i 323 w celu obsługi transportu towarowego po ewentualnym powrocie KGHM do Starego Zagłębia Miedziowego z lutego 2013.
Od 2014 samorząd wojewódzki deklarował wolę przejęcia linii na odcinku Jerzmanice-Zdrój - Lwówek Śląski. 4 października 2018 zarząd województwa przyjął w tej sprawie uchwałę, na mocy której wyrażono wolę przejęcia od PKP 22 odcinków linii kolejowych, w tym 24-kilometrowego odcinka Jerzmanice Zdrój – Lwówek Śląski, 32-kilometrowej linii 383 Lwówek Śląski – Jelenia Góra i 37-kilometrowej linii Marciszów – Jerzmanice Zdrój. Zgodę na przejęcie nieczynnej, zniszczonej i zarośniętej samosiejkami linii z Jerzmanic Zdroju do Lwówka Śląskiego oraz linii 291, 310, 318 i 327 wraz z prawem użytkowania wieczystego gruntów i budynków związanych z linią kolejową Zarząd Województwa Dolnośląskiego wyraził ostatecznie 9 stycznia 2019. Protokolarne przejęcie linii przez samorząd województwa dolnośląskiego nastąpiło 29 kwietnia 2019. Przyjęty w 2018 plan inwestycji transportowych o znaczeniu regionalnym w województwie dolnośląskim realizowanych ze środków EFRR 2014-2020 przewidywał, że pod koniec 2019 marszałek powinien dysponować decyzją środowiskową i pozwoleniem na budowę dla odcinka Jerzmanice Zdrój – Lwówek Śląski. Szacowano, że rewitalizacja linii kolejowej z Jerzmanic Zdroju do Lwówka Śląskiego kosztować będzie 42,5 mln zł, z czego nieco ponad 36 mln zł miało pochodzić z Regionalnego Programu Operacyjnego. Przetarg na prace budowlane przewidywano w pierwszym kwartale 2020, a ich zakończenie zaplanowano na połowę 2021 roku. Do 2024 plany te nie zostały zrealizowane.

#### Próba reaktywacji połączeń pasażerskich Legnica – Jerzmanice-Zdrój
Próbowano częściowo, tj. na odcinku Legnica – Jerzmanice-Zdrój, reaktywować linię. Pierwszy pociąg pasażerski po trzynastu latach od zawieszenia połączeń odjechał 14 grudnia 2008 roku, a z pierwszego połączenia skorzystało około 20 osób. W pierwszych miesiącach kursowały 3 pary pociągów na odcinku Wrocław Główny – Jerzmanice-Zdrój obsługiwane przez zespoły trakcyjne EN57. Czas przejazdu odcinka Złotoryja – Wrocław Główny wynosił 2 godziny 15 minut.
Po ponad 3 miesiącach, 1 marca 2009 roku ograniczono kursowanie pociągów do sobót i niedziel, a także zmniejszono liczbę par pociągów do dwóch. Ostatecznie połączenia pasażerskie ponownie zawieszono 1 września 2009 roku. Jako powody ponownej likwidacji połączeń podawano się m.in. nieujęcie połączeń promocją Tani bilet, brak dostosowania rozkładu jazdy do potrzeb mieszkańców oraz bardzo niską prędkość handlowa pociągów (ok. 25 km/h).
W 2023 samorząd wojewódzki zapowiedział uruchomienie kolejowej komunikacji zastępczej w relacji Legnica - Złotoryja - Lwówek Śląski - Jelenia Góra, do czego jednak nie doszło.

### Reaktywacja połączeń pasażerskich do Mirska
Od zawieszenia ruchu kolejowego do Mirska i dalej do Świeradowa-Zdroju pojawiło się kilka inicjatyw dotyczących reaktywacji linii kolejowej. Ostatecznie 8 czerwca 2020 roku, spisano akt notarialny, na mocy którego województwo dolnośląskie przejęło linię kolejową nr 317 od Polskich Kolei Państwowych. Pod koniec maja 2021 roku rozpoczęły się pierwsze prace przy rewitalizacji linii kolejowych 317 Gryfów Śląski – Mirsk i 336 Mirsk – Świeradów Zdrój. Przetarg na wykonanie rewitalizacji linii kolejowej nr 317 na odcinku Gryfów Śląski - Mirsk Dolnośląska Służba Dróg i Kolei we Wrocławiu ogłosiła 20 grudnia 2021 roku.
7 grudnia 2023 roku odbyła się uroczystość otwarcia linii kolejowej Gryfów Śląski – Mirsk – Świeradów-Zdrój, a pierwsze regularne połączenia pasażerskie na linii ruszyły trzy dni później. W ten sposób po 27 latach Świeradów-Zdrój i Mirsk odzyskały pasażerskie połączenia kolejowe.
Po stronie czeskiej, w 2018 roku gmina Jindřichovice kupiła budynek dworca kolejowego, który České drahy zamierzały wyburzyć. Na początku 2019 udało się też odkupić teren dawnej linii kolejowej do granicy z Polską, z myślą o wybudowaniu tam drogi lub ścieżki rowerowej. Ostatni fragment torów nieczynnej kolei w Jindřichovicach, zachował się na ścieżce edukacyjnej „Ku wyżynom ideałów i dolinom duszy”. 
W 2013, a następnie w 2018 wysunięto koncepcję odbudowy linii Mirsk - Jindřichovice, jednak w 2024 z uwagi na bilans kosztów i korzyści oraz spodziewanej małej liczby pasażerów zrezygnowano z tej koncepcji. Projekt Kolei Gór Izerskich z 2013 zakładał odbudowę linii Gryfów Śląski – Mirsk – Jindřichovice pod Smrkem/Świeradów Zdrój. Dworce w Mirsku i Pobiednej planowano przekształcić w centra kulturalno-turystyczne, a ruch pociągów miał realizować czeski przewoźnik.
11 października 2023  PKP Polskie Linie Kolejowe podpisały umowę z firmą Infrakol o wartości ponad 210 mln zł na zaprojektowanie i wykonanie do 2026 robót budowalnych w ramach zadania „Rewitalizacja odcinka Legnica – Złotoryja – Jerzmanice-Zdrój w celu włączenia Złotoryi oraz powiatu złotoryjskiego do sieci regionalnego wojewódzkiego transportu kolejowego”. Dzięki wymianie torów i sieci trakcyjnej możliwa ma się stać jazda z prędkością 120 km/h. Szacowany czas przejazdu ze Złotoryi do Wrocławia ma zająć ok. 62-70 minut, a do Legnicy ok. 17 minut. Przewidywana jest budowa przystanku Legnica Zachodnia oraz remont przystanku Pawłowice Małe. Pozostałe przystanki (Wilczyce, Kozów) zostaną rozebrane, odstąpiono również od koncepcji budowy przystanku Złotoryja Zalew.

## Charakterystyka techniczna

### Linia kolejowa nr 284 Legnica – Jerzmanice-Zdrój

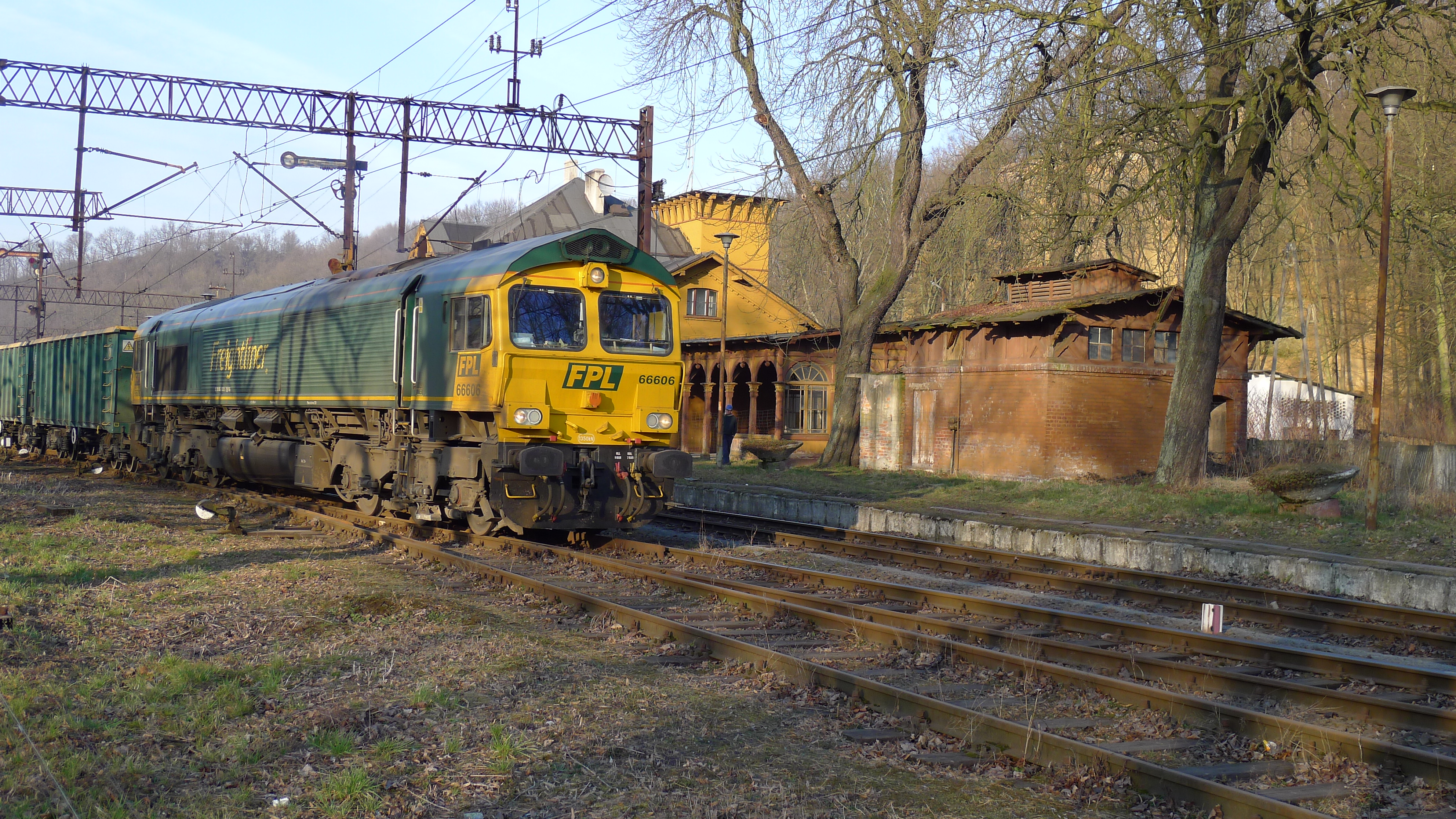
Pociąg towarowy na wysokości stacji Jerzmanice-Zdrój jadący w kierunku Wilkowa

Odcinek ten liczy 24,787 km. Jest on zarządzany przez PKP Polskie Linie Kolejowe. Linia jest jednotorowa i prawie w całości zelektryfikowana, a także jest wyposażona w elektromagnesy samoczynnego hamowania pociągów.
Różnica wysokości między stacjami Legnica a Jerzmanice-Zdrój wynosi 87 m, a średnie nachylenie linii 3,6‰.
Według stanu na 2018 roku na omawianym odcinku obowiązują następujące prędkości maksymalne i klasy linii: 
| Kilometraż | Kilometraż | Klasa | Prędkość | Prędkość | Prędkość |
| od         | do         | Klasa | pas.     | szyn.    | tow.     |
| ---------- | ---------- | ----- | -------- | -------- | -------- |
| 0,422      | 6,800      | C3    | 50       | 50       | 50       |
| 6,800      | 7,800      | C3    | 20       | 20       | 20       |
| 7,800      | 16,250     | C3    | 40       | 40       | 40       |
| 16,250     | 20,570     | C3    | 40       | 40       | 40       |
| 20,570     | 24,384     | C3    | 20       | 20       | 20       |

### Odcinek Jerzmanice-Zdrój – Gryfów Śląski
Linia ta pierwotnie liczyła 47,205 km. Fragment ten na odcinku Lubomierz – Lwówek Śląski rozebrano w 1996 roku. Pozostała część jest jednotorowa i niezelektryfikowana.
Różnica wysokości między stacją Jerzmanice-Zdrój a stacją Gryfów Śląski wynosi 121 m, a średnie nachylenie linii 1,7‰.

### Linia nr 317 Gryfów Śląski – Mirsk
Odcinek ten liczy 8,763 km i jest on zarządzany przez Dolnośląską Służbę Dróg i Kolei. Linia ta jest jednotorowa i niezelektryfikowana, a także jest pozbawiona elektromagnesów samoczynnego hamowania pociągów.
Różnica wysokości między stacją Gryfów Śląski a przystankiem Mirsk wynosi 29 m, a średnie nachylenie linii 3,3‰.

### Odcinek Mirsk – granica państwa
Odcinek ten przed całkowitą rozbiórką liczył 7,643 km. Był jednotorowy i niezelektryfikowany. Znajdowały się na nim dwa mosty.
Różnica wysokości między przystankiem Mirsk a dawną stacją Pobiedna wynosi 54 m, a średnie nachylenie linii 8,8‰.

## Infrastruktura

### Węzły
| Stacja              | Linia        | Kierunek                                    | Status    |
| ------------------- | ------------ | ------------------------------------------- | --------- |
| Legnica             | 275          | Wrocław Muchobór                            | czynna    |
| Legnica             | 275          | Gubinek (Guben)                             | czynna    |
| Pawłowice Małe      | 972          | Pawłowice Małe Fabryczny                    | czynna    |
| Złotoryja           | 316          | Rokitki                                     | nieczynna |
| Jerzmanice-Zdrój    | 312          | Krzeniów                                    | czynna    |
| Nowa Wieś Grodziska | 323          | Bolesławiec Wschód                          | nieczynna |
| Lwówek Śląski       | 283          | Jelenia Góra                                | czynna    |
| Lwówek Śląski       | 283          | Świętoszów (Żagań)                          | czynna    |
| Gryfów Śląski       | 274          | Wrocław Świebodzki                          | czynna    |
| Gryfów Śląski       | 274          | Zgorzelec                                   | czynna    |
| Mirsk               | 317 (d. 336) | Świeradów-Zdrój (d. Świeradów Nadleśnictwo) | czynna    |

### Posterunki ruchu
| Nazwa                                                | km                 | Rodzaj                                                   | L. krawędzi peronowych | Infrastruktura | Zdjęcie |
| ---------------------------------------------------- | ------------------ | -------------------------------------------------------- | ---------------------- | --- | ------- |
| Linia nr 284 Legnica – Jerzmanice-Zdrój              |                    |                                                          |                        | |         |
| Legnica                                              | 0,000              | stacja                                                   | 8                      | dworzec kolejowy (kasa biletowa, poczekalnia), hala peronowa (5 peronów), magazyny ekspedycji, towarowe i place ładunkowe, lokomotywownia, wieża wodna (nieużywana), 5 nastawni |         |
| Pawłowice Małe                                       | 7,259              | stacja                                                   | 2                      | dworzec kolejowy (nastawnia), nastawnia wykonawcza, wc, plac ładunkowy |         |
| Wilczyce                                             | 11,183             | stacja                                                   | 2                      | dworzec kolejowy (magazyn, nastawnia), plac ładunkowy, wc, budynki mieszkalne i gospodarcze                                                                                     |         |
| Kozów                                                | 16,106             | przystanek osobowy                                       | 2                      | dworzec kolejowy (magazyn, nastawnia), plac ładunkowy |         |
| Radomil (zlikw.)                                     | 19,958             | przystanek osobowy                                       | 1                      | brak |         |
| Złotoryja                                            | 21,282             | ładownia publiczna i przystanek osobowy (dawniej stacja) | 3                      | dworzec kolejowy (magazyn, rampa), dodatkowy magazyn z placami ładunkowymi, 3 nastawnie, parowozownia, 2 wieże wodne                                                            |         |
| Jerzmanice-Zdrój                                     | 24,276             | stacja                                                   | 3                      | dworzec kolejowy (magazyn, nastawnia), nastawnia wykonawcza, wc, zabudowania gospodarcze, plac ładunkowy                                                                        |         |
| Odcinek Jerzmanice-Zdrój – Gryfów Śląski             |                    |                                                          |                        | |         |
| Pielgrzymka                                          | 31,282             | przystanek osobowy (dawniej stacja)                      | 1                      | dworzec kolejowy (magazyn, nastawnia), wc, budynek gospodarczy, plac ładunkowy i rampa boczno-czołowa                                                                           |         |
| Czaple                                               | 34,571             | przystanek osobowy                                       | ?                      | brak |         |
| Nowa Wieś Grodziska                                  | 35,541             | stacja                                                   | 2                      | dworzec kolejowy (magazyn, nastawnia), wc, budynek gospodarczy, wieża wodna, parowozownia, plac ładunkowy i rampa boczno-czołowa                                                |         |
| Skorzynice                                           | 40,136             | przystanek osobowy (dawniej stacja)                      | 1                      | dworzec kolejowy (magazyn, nastawnia), wc, budynek gospodarczy, plac ładunkowy i rampa boczno-czołowa                                                                           |         |
| Płakowice (zlikw.)                                   | 45,609             | przystanek osobowy (dawniej stacja)                      | 1                      | wiata |         |
| Lwówek Śląski                                        | 48,572             | stacja                                                   | 4                      | dworzec kolejowy (magazyn, nastawnia), wc, budynek gospodarczy, plac ładunkowy i rampa boczno-czołowa, parowozownia, 2 wieże wodne, nastawnia                                   |         |
| Mojesz (zlikw.)                                      | 51,827             | przystanek osobowy                                       | 1                      | brak |         |
| Pławna Dolna (zlikw.)                                | 54,056             | przystanek osobowy                                       | 2                      | brak |         |
| Pławna Średnia (zlikw.)                              | 56,732             | stacja                                                   | 2                      | dworzec kolejowy (magazyn, nastawnia), wc, budynek gospodarczy, plac ładunkowy i rampa boczno-czołowa                                                                           |         |
| Pławna Górna (zlikw.)                                | 61,453             | przystanek osobowy                                       | 1                      | brak |         |
| Lubomierz (zlikw.)                                   | 64,532             | stacja                                                   | 2                      | dworzec kolejowy (magazyn, nastawnia), wc, budynek gospodarczy, plac ładunkowy i rampa boczno-czołowa                                                                           |         |
| Oleszna Podgórska (zlikw.)                           | 66,440             | przystanek osobowy (dawniej stacja)                      | 1                      | brak |         |
| Gryfów Śląski                                        | 71,481             | stacja                                                   | 4                      | dworzec kolejowy, magazyn, parowozownia, 2 nastawnie, wieża wodna, budynek mieszkalny, zabudowa gospodarcza, plac ładunkowy i rampa boczno-czołowa                              |         |
| Linia kolejowa nr 317, odcinek Gryfów Śląski – Mirsk |                    |                                                          |                        | |         |
| Proszówka                                            | 74,758             | przystanek osobowy                                       | 1                      | dworzec kolejowy (magazyn), plac ładunkowy i rampa boczna |         |
| Brzeziniec (zlikw.)                                  | 77,398             | przystanek osobowy                                       | 1                      | brak |         |
| Mirsk                                                | 80,244             | przystanek osobowy                                       | 1 (d. 3)               | dworzec kolejowy (magazyn, nastawnia), nastawnia wykonawcza, wc, wieża wodna, 2 place ładunkowe                                                                                 |         |
| Odcinek Mirsk – granica państwa                      |                    |                                                          |                        | |         |
| Wolimierz (zlikw.)                                   | 85,134             | przystanek osobowy                                       | 1                      | brak |         |
| Pobiedna (zlikw.)                                    | 86,347             | stacja                                                   | 2                      | dworzec kolejowy (magazyn, nastawnia), wc, plac ładunkowy i rampa boczno-czołowa                                                                                                |         |
| [ 46 ] [ 5 ] [ 1 ]                                   | [ 46 ] [ 5 ] [ 1 ] | [ 46 ] [ 5 ] [ 1 ]                                       | [ 5 ]                  | [ 5 ] [ 1 ] |         |

## Eksploatacja linii
W przewozach pasażerskich eksploatowane są stacje węzłowe, które są wspólne dla tej linii i odcinków, na których odbywa się ruch pasażerski. W latach 2013–2014 były to Legnica, Lwówek Śląski i Gryfów Śląski. Ponadto na odcinku Gryfów Śląski – Mirsk, będący częścią linii kolejowej nr 317, od 10 grudnia 2023 roku odbywa się ruch pasażerski do Świeradowa-Zdroju obsługiwany przez Koleje Dolnośląskie.
W ruchu towarowym obsługiwana jest cała linia nr 284 Legnica – Jerzmanice-Zdrój w swoim współczesnym przebiegu. Jest on prowadzony głównie na potrzeby kamieniołomów w Wilkowie.